# Олейников, Игорь Юльевич
И́горь Ю́льевич Оле́йников (род. 4 января 1953, Люберцы, Московская область, РСФСР, СССР) — советский и российский художник-иллюстратор, художник-постановщик анимационного кино. Лауреат премии Правительства Российской Федерации в области культуры (2018), лауреат премии имени Х. К. Андерсена (2018)

## Биография
Родился в г. Люберцы (Московская обл.). Мать Л. Д. Шестакова (член Союза художников СССР, Заслуженный художник РСФСР) работала художником на Люберецком ковровом комбинате. Отец руководил проектно-конструкторским отделом в институте Гипрокаучук. Начал рисовать с раннего детства, интерес к рисованию поддерживала мать.
В 1970 году после окончания средней школы № 6 г. Люберцы Игорь Олейников подал документы в Московский полиграфический институт, но не сдал экзамен по рисунку. В том же году поступил в Московский институт химического машиностроения (закончил в 1976 г.).
После окончания института Игорь Олейников работал инженером проектировщиком в Гипрокаучуке. В 1979 году принят на работу на к/с Союзмультфильм в качестве ассистента художника-постановщика в группу фильма «Тайна третьей планеты» реж. Р. Качанов. Работая на студии, принимал участие в создании таких фильмов, как «Жил был пес» реж. Э. Назаров, «Халиф-аист», «Путешествие муравья» реж. Э. Назаров, «Королевский бутерброд» реж. А. Хржановский, «Мартынко» реж. Э. Назаров, «Мы с Шерлоком Холмсом» реж. В. Попов и др.
С 1986 года Олейников работает как художник-иллюстратор в детской периодике (журналы «Миша», «Трамвай», «Куча-мала», «Улица Сезам», «Шаровая молния»).
В 1990 году работал в г. Лланголлен (Северный Уэльс) художником-постановщиком над совместным русско-британским фильмом «В поисках Олуэн» (производство компании Christmas Films по заказу канала S4C). В 1990—2000 гг. продолжил работать в компании Christmas Films в качестве художника-постановщика. За эти годы создал такие фильмы, как «Волшебная флейта» реж. В. Угаров, «Иона» реж. В. Угаров, «Волшебная кисточка» реж. В. Угаров, «Беовульф» реж. Ю. Кулаков, «Подна и Подни» реж. Ю. Кулаков, «Персефона» реж. С. Олиференко.
В 1990 году по заказу издательства «Просвещение» Игорь Олейников проиллюстрировал свою первую книгу «А я был в компьютерном городе» (А. Зарецкий, А. Труханов). Продолжая работать в анимации, начал заниматься детской книгой.
После ухода из студии «Christmas Films» работал художником на студиях Аргус (мультфильм «Щелкунчик») и «Солнечный дом» (мультфильм «Ролли и эльф. Необычные приключения»). Работа в анимации продолжалась до 2009 года, когда после остановки работы над полнометражным фильмом «Приключения домовенка Кузьки» (не вышел) студия была закрыта. Несколько раз Игорь Олейников возвращался к анимации, работал над мультфильмами «Зинина прогулка» и «Беззаконие» (реж. Н. Мальгина). За изобразительное решение мультфильма «Беззаконие» Игорь Олейников получил Приз Суздальского кинофестиваля.
С 2009 года Игорь Олейников работает только как художник- иллюстратор. C 2010 г. член Союза художников. Проиллюстрировал более 80 книг.
В браке с 1977 года. Жена Елена, сын Илья.
В 2000-х годах состоял в агентстве ПиАрт, сотрудничал с зарубежными издательствами Simon & Schuster, Motessori, Grimm Press, Woonjin, NordSüd Verlag, Pingvin group и др.
Книга «Mahalia Mouse goes to College» J. Lithgow (изд. Simon&Schuster) с иллюстрациями Олейникова стала бестселлером в США в 2007 году (по версии The New York Times).
В 2018 году в рамках 36-го Всемирного конгресса Международного совета по детской книге (IBBY) в г. Афины Игорь Олейников был награждён Золотой медалью им. Х. К. Андерсена за выдающиеся заслуги и вклад в мировую литературу для детей и юношества.

## Фильмография

### Художник-постановщик
- 1985 «Мы с Шерлоком Холмсом»
- 1986 «Сказка о глупом муже»
- 1987 «Поползновение»
- 1989 «Сапожник и Русалка»
- 1990 «В поисках Олуэн»
- 1992 «Просветление» (1992)[9]
- 1996 «Иона»
- 1997 «Волшебная кисточка»
- 1997 «Волшебная флейта»
- 2002 «Мир Хэми и Гофа»
- 2004 «Щелкунчик»
- 2009 «Беззаконие»
- 2013 «Как Новый год на свет появился»

### Художник
- 1981 «Тайна третьей планеты»
- 1981 «Халиф-аист»
- 1982 «Последняя охота»
- 1983 «Лев и бык»
- 1983 «Путешествие муравья»
- 1984 «Сказка о царе Салтане»
- 1985 «Королевский бутерброд»
- 1985 «Про Сидорова Вову»
- 1987 «Мартынко»
- 1988 «Медвежуть»
- 1998 «Беовульф: Анимированный эпос»
- 2000 «Подна и Подни»
- 2002 «Персефона»
- 2003 «Бумба»
- 2004 «Зинина прогулка»
- 2005 «Гармония»
- 2006 «Князь Владимир»
- 2007 «Ролли и Эльф. Невероятные приключения»

## Выставки
- Коллективные выставки МОСХ
- Выставка в Риге (совместно с Екатериной Силиной)
- Выставки в Галерее G8[10]
- Выставки в Культурном центре на Покровке
- Выставки в школе «Братец Лис»
- Выставка в ЦДБ им. А. П. Гайдара
- Выставка в Российской государственной библиотеке для молодёжи
- Коллективная выставка в г. Вильнюс (Литва)
- Выставка в «Мастерской Монахова на Патриарших»
- Выставка в Российской государственной детской библиотеке[11]
- Выставка в Мюнхене (совместно с Евгением Антоненковым)
- Выставка в г. Таллинн (Эстония)
- Коллективная международная выставка «It’s always teatime»
- Выставка в краеведческом музее г. Магадана[12]
- Выставка «Книжная графика Игоря Олейникова» в Музейном Центре «Наследие Чукотки»

## Техника рисунка
Из интервью с Игорем Олейниковым
Почему гуашь? Потому, что в отличие от акрила, темперы, масла она не высыхает намертво. Всегда остается живой, готовой к дальнейшей работе. Всегда можно что-то изменить, доделать, улучшить или кардинально изменить и даже смыть, чего не позволяют другие краски в том числе и акварель, которая вообще не прощает ошибок, в отличие от гуаши. Ну а ее осветление при высыхании (что является ее недостатком так же, как и уязвимость для воды) легко исправляется после сканирования в Photoshop

## Награды и признание
- 2004 — Второй Всероссийский конкурс произведений для детей и юношества. Номинация Иллюстрированная книга. Почетная Грамота за иллюстрации к книгам Андрея Усачева «Сказочная история мореплавания» (2004 г.) и «Сказочная история воздухоплавания» (2003 г.)
- 2004 — The Bologna Children’s Book Fair hereby grants an Award for Excellence. For his selection as a Participant in the 2004 Bologna Illustrators Exhibition
- 2006 — Tallinn Illustrations triennial. The diploma of 2 degrees.
- 2010 — Всероссийский конкурс «Искусство книги. Издания для детей». Диплом за иллюстрации к книге Софьи Прокофьевой «Босая принцесса», издательство «Московские учебники», 2010 г.
- 2011 — Всероссийский конкурс «Искусство книги. Издания для детей». Диплом первой степени за книгу «Все летят, бегут и скачут», автор Даниил Хармс, издательство «Махаон», 2010 г.
- 2011 — Лауреат Премии «Человек книги» в номинации «Художник».
- 2012 — Certificate of Honour for illustration for book «Ballada o malen’kom buksire».
- 2013 — Всероссийский конкурс «Образ книги». Номинация «Лучшие иллюстрации к произведениям художественной литературы». Диплом 1 степени за иллюстрации к роману А. Толстого «Аэлита», издательский дом Мещерякова, 2013[14]
- 2015 — Всероссийский конкурс «Образ книги». Номинация «Лучшие иллюстрации к произведениям художественной литературы». Диплом за иллюстрации к книге «Священные тексты. Ветхий Завет»[15]
- 2018 — Золотая медаль им. Х. К. Андерсена — за выдающиеся заслуги и вклад в мировую литературу для детей и юношества.
- 2018 — Ежегодный национальный конкурс «Книга года». Номинация «Вместе с книгой мы растём». Диплом за иллюстрацию к книге «Теремок. Графическая история.»[16]
- 2018 — Премия Министерства обороны Российской Федерации в области культуры и искусства — за изобразительное искусство.
- 2019 — Премия Правительства Российской Федерации 2018 года в области культуры — за иллюстрации к сказке братьев Гримм «Бременские музыканты»[17]

## Избранная библиография
- А. Зарецкий, А. Труханов. А я был в компьютерном городе. М.: Просвещение, 1990
- А. Усачев. Сказочная история воздухоплавания. М.: Росмэн, 2003
- Голодный великан из тундры. Корея, Froebel, 2003
- Пегас. Греция. Minoas, 2003
- А. Усачев. Сказочная история мореплавания. М.: Росмэн, 2004
- Х. К. Андерсен. Соловей. Тайвань ,Grimm Press 2006
- Джек и бобовый стебель. Тайвань, Grimm Press 2006
- Мышь Махалия идет в колледж. США, Simon & Shooster, 2007
- Кто первый. Китайский зодиак. Тайвань, Grimm press, 2007
- Р. Л. Стивенсон. Доктор Джекил и мистер Хайд. Италия, Fabrio, 2007
- К. ДиКамилло. Приключения мышонка Десперо. М.: Махаон, 2008
- К. Чуковский. Большая книга стихов и сказок. М.: Махаон, 2009
- Бр. Гримм. Бременские музыканты. Тайвань. Grimm press, 2009
- Легенда о восточном календаре. 2010
- Д. Хармс. Все летят, бегут и скачут. М.: Махаон, 2010
- И. А. Бродский. Баллада о маленьком буксире. М.: Азбука, 2011
- Баллады о Робин Гуде. М.: Контакт культура, 2011
- Л. Шварц. Тень. М.: Ламартис, 2011
- Дж. Харрис. Сказки дядюшки Римуса. М.: Акварель, 2012
- И. А. Бродский. Рабочая азбука. М.: Азбука, 2012
- Ж. Сюпервель. Вол и осел при яслях. М.: Никея 2013
- Король Артур и рыцари круглого стола. СПб: Вита-Нова, 2014
- Э. Лир. Про то, чего не может быть. М.: Речь, 2014
- А. Орлова. Речка, речка, где твой дом. СПб: ДЕТГИЗ, 2014
- Книга Иисуса Навина. Книга судей. Книга Руфи. СПб: Вита Нова, 2015
- А. С. Пушкин. Сказки. М.: Арбор, 2016
- П. П. Ершов. Конёк-Горбунок. М.: Контакт культура, 2016
- Лиса и Заяц. Манн, Иванов и Фербер, 2016
- Х. К. Андерсен. Снежная королева. М.: Никея. 2017
- Теремок. Манн, Иванов и Фербер, 2018
- Г. Уэллс. Война миров. СПб: Вита Нова 2018